# 奇斯托皮利亞 (扎波羅熱州)
47°22′21″N 35°39′48″E / 47.37250°N 35.66333°E
奇斯托皮利亞（烏克蘭語：Чистопілля）是位於烏克蘭東南部的村莊，由扎波羅熱州波洛希區的托克馬克市鎮負責管轄。該村距離波克罗夫斯凯4.5公里，始建於1958年，面積422.4平方公里，海拔高度72米，2001年人口486。